# Гай Папий Мутил
Гай Папий Мутил (лат. Gaius Papius Mutilus; умер предположительно в 80 году до н. э.) — италийский военачальник и политический деятель, консул Италийского союза, один из командующих армией повстанцев в Союзнической войне.

## Биография
Гай Папий принадлежал к племени самнитов. Когда италики восстали против Рима (91/90 год до н. э.), Мутил возглавил самнитские войска и стал одним из двух консулов Италийского союза наряду с Квинтом Попедием Силоном. Аппиан называет его одним из «общих предводителей с неограниченной властью над всем союзным войском», Веллей Патеркул причисляет к «наиболее знаменитым полководцам» италиков. Сохранилось множество монет Италийского союза, на которых значится имя Гая Папия.
В начале войны Гай Папий успешно действовал против римлян в Кампании. Там он взял благодаря предательству Нолу и включил в состав своего войска местный двухтысячный гарнизон. Римские офицеры, отказавшиеся перейти на сторону врага, были уморены голодом, погиб и претор Луций Постумий. Ряд других городов Мутил либо взял штурмом (Стабии, Минервий, Салерн), либо силой склонил к союзу, получив от них подкрепления. На помощь осаждённому им городу Ацерры пришёл римский консул Луций Юлий Цезарь с сильной нумидийской конницей, но Мутил начал показывать вражеским кавалеристам царевича Оксинту (сына Югурты), одетого в царскую порфиру, и этим вызвал у Цезаря недоверие к собственной армии. Тем не менее нападение самнитов на римский лагерь закончилось неудачей: потеряв шесть тысяч человек убитыми, они отступили. Это стало первым серьёзным поражением италиков в Союзнической войне.
В 89 году до н. э. Гай Папий не смог помешать Луцию Корнелию Сулле вторгнуться в Самний. Он потерпел поражение в битве, был ранен и укрылся в Эзернии. Позже, когда римляне начали воевать друг с другом, Мутил так же, как другие уцелевшие вожди италиков, примкнул к марианской партии. Последняя была разгромлена Суллой к 82 году до н. э., и Гай Папий стал одной из жертв сулланского террора. Предположительно именно о его гибели рассказывает эпитоматор Тита Ливия, датирующий это событие 80 годом до н. э.: «…Опальный по имени Мутил, тайком, закутав голову, пробрался к чёрному входу в доме своей жены Бастии, но она его не впустила, сказав о его опале, и он покончил с собой, обрызгав своею кровью женин порог».
В более поздние времена семья Папия перебралась в Рим и получила римское гражданство. Предположительно правнуком или более отдалённым потомком Гая был Марк Папий Мутил, консул-суффект 9 года н. э.

## В художественной литературе
Гай Папий является одним из персонажей романа австралийской писательницы Колин Маккалоу «Венец из трав» («Битва за Рим»).